# Helmut Hesse (Pfarrer)
Helmut Hesse (* 11. Mai 1916 in Bremen; † 24. November 1943 im KZ Dachau) war ein deutscher evangelischer Pfarrer. Er war Gegner und wurde Opfer des Nationalsozialismus. 

## Leben
Helmut Hesse wuchs in einer pietistisch geprägten Familie auf. Durch den Vater Hermann Albert Hesse, von Beruf Pfarrer, kam es in der Familie früh zu Diskussionen über die Situation der Bekennenden Kirche (BK) im Kirchenkampf mit den Deutschen Christen und im NS-Staat. Dies trug dazu bei, dass Hesse sich wie seine drei Brüder entschied den Beruf seines Vaters zu ergreifen. Im Herbst 1935 nahm er ein Studium der Evangelischen Theologie auf. Er legte sein erstes Examen im Frühjahr 1940 vor der Prüfungskommission der rheinischen Bekennenden Kirche ab. Nach dem Vikariat meldete er sich im September 1941 zum Zweiten Examen. Dabei kam es zu einem Konflikt, weil nach der Verhaftung der Berliner Prüfungskommission der Bekennenden Kirche auch diejenige im Rheinland ihre Arbeit eingestellt hatte und ihre Kandidaten an fremde Landeskirchen verwies. Helmut Hesse war jedoch nur bereit, vor der Bekennenden Kirche sein Examen abzulegen.
Er schrieb: „Die Bekennende Kirche muss vor diesem Irrweg umkehren und nicht mehr ihr Handeln bestimmen lassen durch menschliche Berechnungen der Gefahr, sondern durch den Glauben an Gottes Wort.“ Diese Meinung teilte Hesse mit anderen. Mehr als 700 junge Theologen lehnten es ab, die Konsistorien als Kirchenleitung anzusehen. Davon kam die größte Gruppe mit über 240 Theologen aus der Rheinprovinz. Aus Berlin kam die Idee, diese in einer kirchlichen Arbeitsgemeinschaft zu sammeln, um sie zu schützen und zu beraten. Dafür wurde Pastor D. Hesse gewonnen, einer der wenigen älteren BK-Pastoren, die gleichermaßen auf jeden Fall an „Barmen“ und „Dahlem“ festhalten wollten.
An der Eröffnungstagung im Januar 1943 konnte D. Hesse nicht teilnehmen, weil die Gestapo ihm verbot, nach Berlin zu reisen. Dafür verlas Helmut das Referat seines Vaters, Leiter des Predigerseminars in Wuppertal-Elberfeld, in dem alle Themen aufgelistet waren, bei denen es Differenzen gab. Hans Asmussen warnte vor den oppositionellen „jungen Brüdern“: Es komme zur „Revolution in Permanenz“, wenn man sich anmaße ein „Notrecht“ gegen die Oberen in Anspruch zu nehmen. 
Nach länger dauernden fruchtlosen Auseinandersetzungen mit der rheinischen Prüfungskommission bat Helmut Hesse schließlich das Presbyterium der BK in Elberfeld, ihn zu visitieren und zu ordinieren. Das erfolgte; sechs Tage danach strich die rheinische Bekennende Kirche ihn am 17. April 1943 von der Kandidatenliste. Helmut Hesse wurde ausgeschlossen. Damit wurde er de facto der Gestapo preisgegeben und zugleich aus dem Kirchengedächtnis gestrichen.
Hesse predigte häufig über Texte aus dem Alten Testament. Er verglich das Schicksal des Volkes Israel mit der Kirche. In einer letzten Ansprache in einem gemeinsam mit seinem Vater gehaltenen Gottesdienst vor seiner Verhaftung erklärte er: „Als Christen können wir es nicht mehr länger ertragen, dass die Kirche in Deutschland zu den Judenverfolgungen schweigt ... Sie darf nicht länger versuchen, vor dem gegen Israel gerichteten Angriff sich selbst in Sicherheit zu bringen. Sie muss vielmehr bezeugen, dass mit Israel sie und ihr Herr Jesus Christus selbst bekämpft wird. ... Dem Staat gegenüber hat die Kirche die heilsgeschichtliche Bedeutung Israels zu bezeugen und [gegen] jeden Versuch, das Judentum zu vernichten, Widerstand zu leisten.“ Teile dieser Ansprache stammen aus der Osterbotschaft Münchner Laien.

## Verhaftung und KZ
Zwei Tage danach wurden Helmut Hesse und sein Vater am 8. Juni 1943 verhaftet. Helmut Hesse wurde beschuldigt im Gottesdienst die Namen Verhafteter verlesen zu haben – darunter auch die von Martin Niemöller und Heinrich Grüber –, außerdem habe er für eine Umkehr antichristlicher Mächte gebetet, sei fanatisch für die Juden eingetreten und sei ein „politischer Hetzer“.
Helmut Hesse litt an einer Niereninsuffizienz, die Verlegung in ein Krankenhaus und Medikamente wurden ihm jedoch verweigert. Nach fünf Monaten Einzelhaft, in denen er zum Skelett abgemagert war, wurden Vater und Sohn am 13. November ins Konzentrationslager Dachau überstellt. Dort starb Helmut Hesse als jüngstes Opfer des NS-Regimes unter evangelischen Pfarrern elf Tage später am 24. November 1943.